# Octavio Cisneros
Octavio Cisneros (ur. 19 lipca 1945 w Hawanie na Kubie) – amerykański duchowny katolicki pochodzenia kubańskiego, biskup pomocniczy diecezji Brooklyn w latach 2006–2020.

## Życiorys
Święcenia kapłańskie otrzymał w dniu 29 maja 1971 i inkardynowany został do diecezji Brooklyn. Pracował przede wszystkim jako duszpasterz parafialny, był także m.in. duszpasterzem wiernych hiszpańskojęzycznych oraz wikariuszem biskupim dla wschodniej części Brooklynu.
6 czerwca 2006 mianowany biskupem pomocniczym Brooklynu ze stolicą tytularną Eanach Dúin. Sakry udzielił mu bp Nicholas DiMarzio. 30 października 2020 papież Franciszek przyjął jego rezygnację z funkcji biskupa pomocniczego Brooklyn złożoną ze względu na wiek.